# جون براون (محاضر)
جون براون (بالإنجليزية: John Brown) هو محاضر ‏ أمريكي، ولد في 15 يونيو 1763 في مقاطعة أنترم في المملكة المتحدة، وتوفي في 11 ديسمبر 1842 في فورت جاينز في الولايات المتحدة.
1. 1 2  Annals of the American Pulpit: Commemorative Notices of Distinguished American Clergymen of Various Denominations (بالإنجليزية), vol. 3, OCLC:839292, QID:Q109933856